# 韋弗利 (堪薩斯州)
韋弗利（Waverly）為美国堪薩斯州科菲縣轄下的城市。根據2010年美國人口普查，此城市人口有592人。

## 歷史
韋弗利設立於1878年，城市名字則以移民先驅位於印第安那州的家鄉韋弗利命名。
此城市第一所郵政局於1878年6月10日開設。

## 地理
韋弗利坐落於北緯38度23分41秒、西經95度36分08秒（亦可表示為38.394745, -95.602354）處。根據美国人口调查局的資料，此城市總面積為1.89平方（0.73平方英里），其中1.86平方（0.72平方英里）為陸地，0.03平方（0.01平方英里）為水域。

### 氣候
夏季溼熱、冬季不甚乾冷為此地區的氣候特徵。根據柯本气候分类法，韋弗利的氣候屬於副热带湿润气候（氣候地圖簡寫「Cfa」）。

## 人口統計
| 调查年                | 人口 | 备注   | %±     |
| --------------------- | ---- | ------ | ------ |
| 1890                  | 548  |        | —      |
| 1900                  | 586  |        | 6.9%   |
| 1910                  | 751  |        | 28.2%  |
| 1920                  | 619  |        | −17.6% |
| 1930                  | 593  |        | −4.2%  |
| 1940                  | 566  |        | −4.6%  |
| 1950                  | 487  |        | −14.0% |
| 1960                  | 381  |        | −21.8% |
| 1970                  | 510  |        | 33.9%  |
| 1980                  | 671  |        | 31.6%  |
| 1990                  | 618  |        | −7.9%  |
| 2000                  | 589  |        | −4.7%  |
| 2010                  | 592  |        | 0.5%   |
| 2014年估计            | 568  | [ 12 ] | −4.1%  |
| U.S. Decennial Census |      |        |        |

### 2010年普查
據2010年人口普查，此城市人口有592人，戶數229戶，147個家庭。人口密度為317.5人/每平方公里（822.2人/每平方英里）。此城市有274棟住宅，平均每平方公里有147.0棟住宅。此城市居民之種族中，白人佔96.5%，美洲原住民佔0.7%，亞裔美國人佔0.2%，混血種族則佔2.7%。而西班牙裔或拉丁裔美國人佔此城市人口的2.7%。
此城市之戶籍數計有229戶。其中擁有18歲以下孩童的住戶佔33.2%；已婚夫婦且同居的住戶佔47.6%，住戶為未婚女性者佔10.9%；住戶為未婚男性者佔5.7%；住戶並非一個家庭的佔35.8%。住戶為獨自一人居住的佔全戶之31.9%，其中有12.3%為65歲或以上之獨居老人。每戶住戶平均成員人數為2.41人，每個家庭平均成員人數則是3.01人。
此城市居民之年齡中位數為39.2歲。以年齡層分類，年齡低於18歲者佔25.7%；年齡介在18歲至24歲之間者佔6.9%；年齡介在25歲至44歲之間者佔21.5%；年齡介在45歲至64歲之間者佔25.5%；年齡高於65歲者佔20.3%。男性佔全市人口之44.6%，女性則佔全市人口之55.4%。

### 2000年普查
據2000年人口普查，此城市人口有589人，戶數233戶，147個家庭。人口密度為291.6人/每平方公里（756.9人/每平方英里）。此城市有262棟住宅，平均每平方公里有129.7棟住宅。此城市居民之種族中，白人佔97.45%，美洲原住民佔0.85%，其他種族佔0.68%，混血種族則佔1.02%。而西班牙裔或拉丁裔美國人佔此城市人口的1.70%。
此城市之戶籍數計有233戶，其中擁有18歲以下孩童的住戶佔33.9%；已婚夫婦且同居的住戶佔52.8%，住戶為未婚女性者佔5.2%；住戶並非一個家庭的佔36.9%。住戶為獨自一人居住的佔全戶之33.0%，其中有16.3%為65歲或以上之獨居老人。每戶住戶平均成員人數為2.36人，每個家庭平均成員人數則是2.99人。
以年齡層分類，年齡低於18歲者佔24.8%；年齡介在18歲至24歲之間者佔8.3%；年齡介在25歲至44歲之間者佔22.6%；年齡介在45歲至64歲之間者佔20.2%；年齡高於65歲者佔24.1%。此城市居民之年齡中位數為40歲。性別比方面，每100名女性所對應的男性數為82.9名，如只計算18歲或以上的居民，則是每100名女性所對應的男性數為80.8名。
此城市每戶平均收入為29,844美元，每個家庭平均收入為38,472美元。男性平均收入30,446美元；女性平均收入18,571美元。此城市人均收入為15,733美元。此城市約有4.1%的家庭以及8.7%的居民低於貧窮門檻，其中18歲以下者占5.6%，65歲以上者佔11.8%。

## 知名人物
- 奧利夫·安·比奇（英语：Olive Ann Beech），美國航空先驅和商人

## 外部連結
城市
- 韋弗利市 （页面存档备份，存于）
- 韋弗利—公職人員名錄

學校
- USD 243 （页面存档备份，存于），所在學區

地圖
- 韋弗利市地圖 （页面存档备份，存于），堪薩斯州運輸部